# Согейль-Наджафабад
Согейль-Наджафабад (перс. سهيل نجف اباد) — село в Ірані, у дегестані Рудшур, в Центральному бахші, шахрестані Зарандіє остану Марказі. За даними перепису 2006 року, його населення становило 34 особи, що проживали у складі 8 сімей.

## Клімат
Середня річна температура становить 17,01°C, середня максимальна – 36,30°C, а середня мінімальна – -5,32°C. Середня річна кількість опадів – 229 мм.
| Клімат поселення                              | Клімат поселення | Клімат поселення | Клімат поселення | Клімат поселення | Клімат поселення | Клімат поселення | Клімат поселення | Клімат поселення | Клімат поселення | Клімат поселення | Клімат поселення | Клімат поселення | Клімат поселення |
| Показник                                      | Січ.             | Лют.             | Бер.             | Квіт.            | Трав.            | Черв.            | Лип.             | Серп.            | Вер.             | Жовт.            | Лист.            | Груд.            |                  |
| Середній максимум, °C                         | 11,28            | 13,98            | 18,38            | 25,18            | 30,16            | 35,34            | 36,30            | 35,56            | 31,35            | 24,44            | 17,78            | 11,47            |                  |
| Середня температура, °C                       | 2,98             | 5,70             | 10,08            | 16,88            | 21,86            | 27,04            | 30,09            | 29,34            | 25,13            | 18,22            | 11,55            | 5,26             |                  |
| Середній мінімум, °C                          | −5,32            | −2,61            | 1,79             | 8,58             | 13,56            | 18,74            | 23,86            | 23,13            | 18,92            | 12,00            | 5,34             | −0,96            |                  |
| Норма опадів, мм                              | 34               | 33               | 41               | 27               | 19               | 4                | 1                | 1                | 1                | 14               | 22               | 32               |                  |
| Середньомісячна швидкість вітру, м/с          | 1.46             | 2.13             | 2.60             | 3.08             | 2.90             | 2.80             | 2.96             | 2.80             | 2.33             | 2.10             | 1.86             | 1.62             |                  |
| Середньомісячна сонячна радіація, кДж/м²·день | 9394             | 12152            | 14688            | 18225            | 22338            | 26127            | 25678            | 23538            | 20000            | 14824            | 11017            | 8957             |                  |
| --------------------------------------------- | ---------------- | ---------------- | ---------------- | ---------------- | ---------------- | ---------------- | ---------------- | ---------------- | ---------------- | ---------------- | ---------------- | ---------------- | ---------------- |
| Джерело:                                      |                  |                  |                  |                  |                  |                  |                  |                  |                  |                  |                  |                  |                  |